# Cronologia da invasão da Ucrânia pela Rússia (janeiro de 2024–presente)
Os eventos que acontecem em Janeiro de 2024 são uma consequência direta de importantes desdobramentos do segundo semestre de 2023, no contexto da cronologia da invasão da Ucrânia pela Rússia.

## Eventos

### Janeiro

#### 1–16 de Janeiro

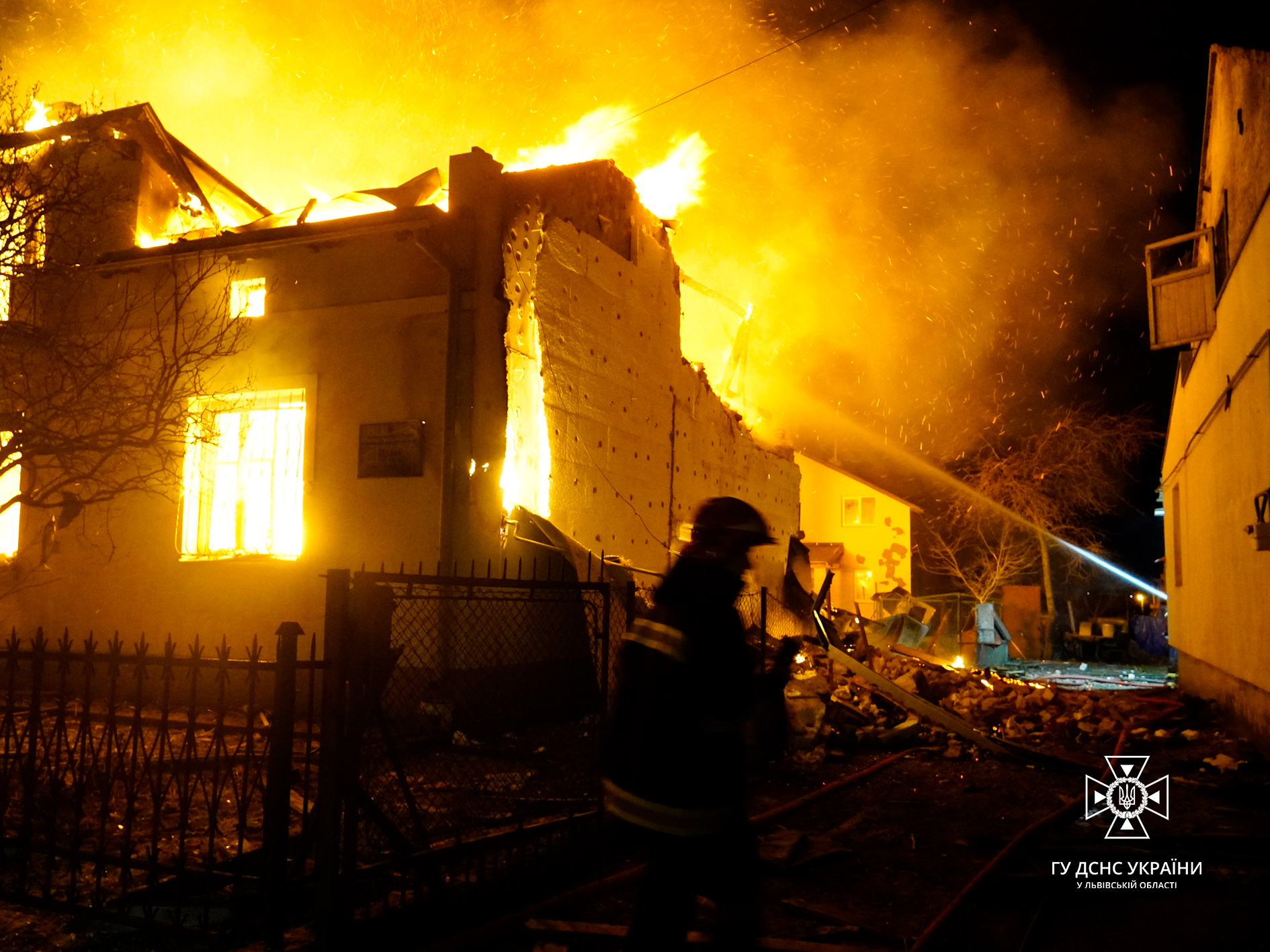
Museu memorial de Roman Shukhevych após um ataque aéreo russo.

Em 1 de janeiro, autoridades pró-Rússia em Donetsk afirmaram que quatro pessoas foram mortas e outras 13 ficaram feridas em bombardeios ucranianos na cidade. Enquanto isso, três ucranianos foram mortos por bombardeios russos nos Oblasts de Donetsk, Kharkiv e Kherson. Duas pessoas também foram mortas em um ataque de drone russo no Oblast de Sumy.
Um museu em Lviv sobre o polêmico combatente ucraniano da Segunda Guerra Mundial, Roman Shukhevych, foi incendiado por um drone russo. Outro drone danificou o prédio da Universidade Agrária Nacional de Lviv.
A Noruega anunciou que permitiu que os seus fabricantes nacionais de armas vendessem diretamente à Ucrânia.

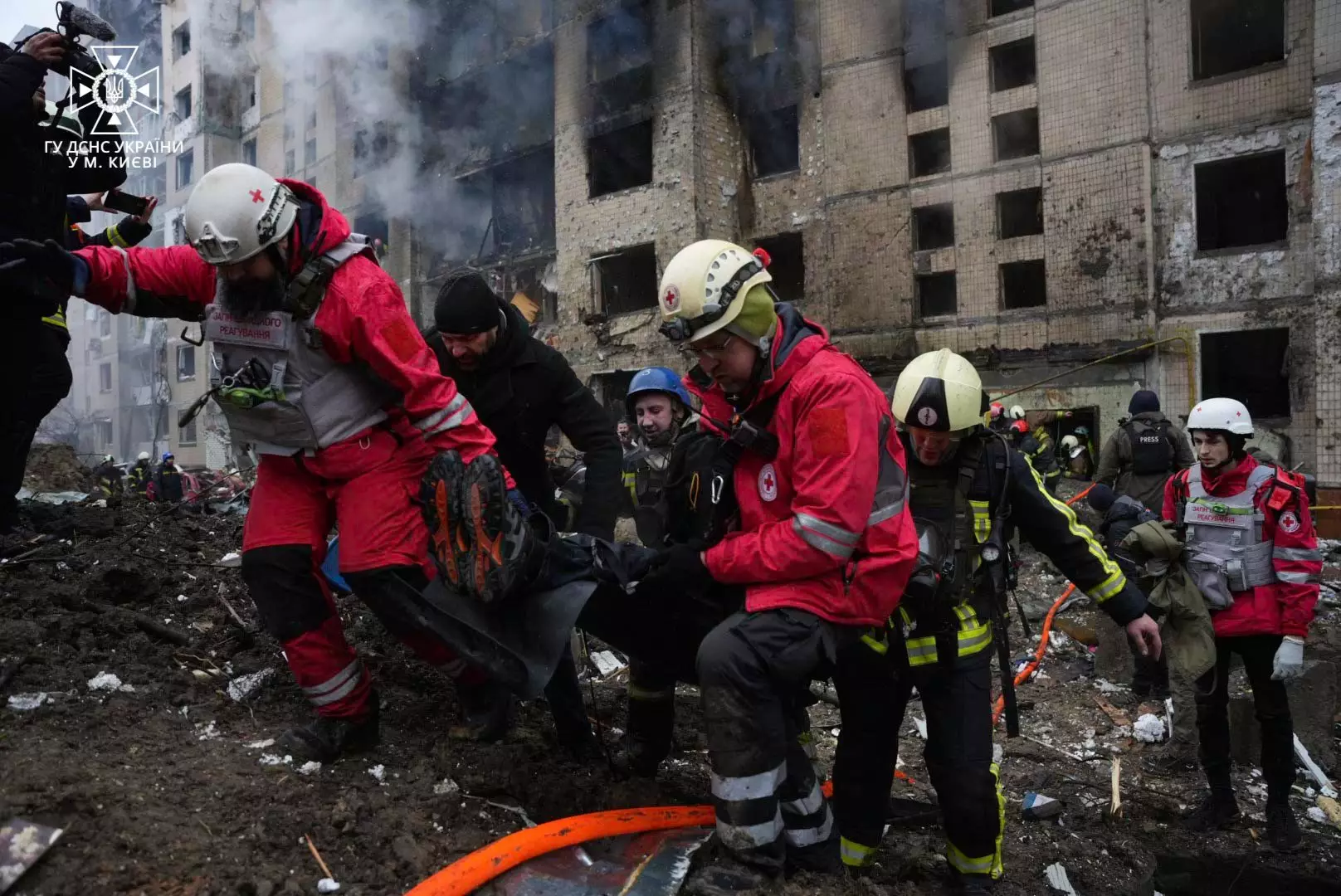
Resgate de pessoa ferida de um edifício residencial danificado em Kiev.

Em 2 de janeiro, a Rússia lançou um ataque com mísseis contra Kiev e Kharkiv, matando seis pessoas e ferindo outras 127. A Força Aérea Ucraniana afirmou ter interceptado 72 dos 99 mísseis lançados. A análise dos restos de um míssil disparado contra Kharkiv revelou que ele foi fabricado na Coreia do Norte.
Num ataque anterior, a Força Aérea Ucraniana afirmou ter abatido todos os 35 drones russos enviados da Rússia e da Ucrânia ocupada. No Oblast de Dnipropetrovsk, a queda de destroços destruiu uma linha de energia e no Oblast de Mykolaiv a queda de destroços iniciou um incêndio que foi extinto. Segundo cálculos baseados em números da Força Aérea Ucraniana; Forbes Ucrânia afirmou que o ataque com mísseis naquele dia custou à Rússia cerca de US$ 620 milhões de dólares.
A Rússia acusou a Ucrânia de lançar outro ataque com mísseis contra Belgorod. Um míssil atingiu um carro, matando um homem, outro atingiu um mercado automobilístico, ferindo quatro. Três outros também ficaram feridos em casos separados. As defesas aéreas russas alegaram ter derrubado dezessete mísseis disparados de um lançador múltiplo de foguetes.
Uma aeronave da Força Aérea Russa acidentalmente lançou seu decreto explosivo na vila russa de Petropavlovka, no Oblast de Voronezh, ferindo quatro pessoas e danificando seis ou sete edifícios.
A Turquia bloqueou a entrada de dois navios caçadores de minas doados pelo Reino Unido que tentavam atravessar os Estreitos Turcos em direção a Ucrânia, citando possíveis violações da Convenção de Montreux relativamente à passagem de navios pertencentes a partes beligerantes no Mar Negro durante conflitos.

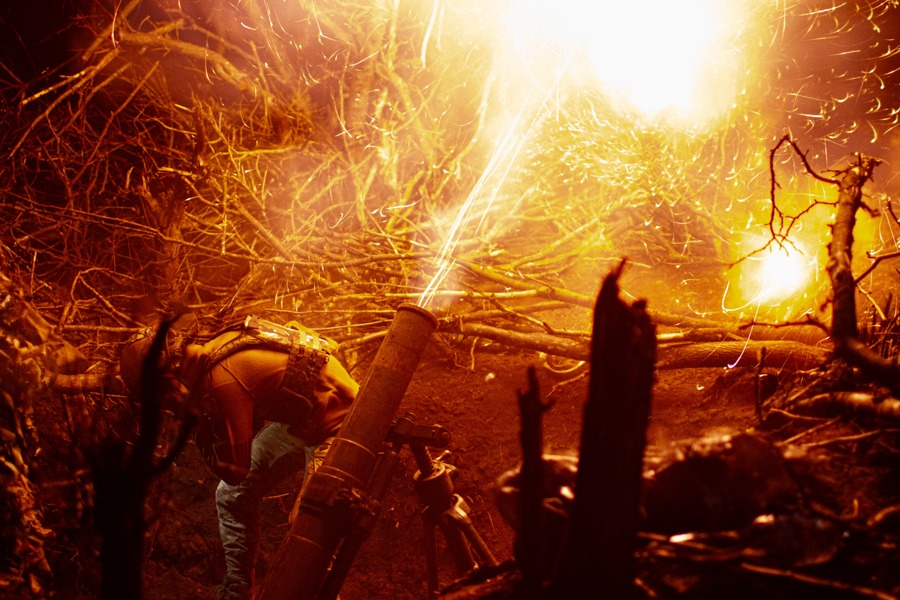
Equipe de morteiros da Guarda Nacional da Ucrânia trabalha no Oblast de Zaporíjia

Em 3 de janeiro, três pessoas foram mortas em ataques russos no Oblast de Kherson e Avdiivka. Já na Rússia, o governador do Oblast de Belgorod relatou várias explosões durante a noite e afirmou que vários drones ucranianos foram abatidos, enquanto na Crimeia, o governador de Sebastopol instalado pela Rússia alegou que um míssil foi abatido sobre o porto. A Ucrânia lançou doze mísseis e vários drones contra a região de Belgorod.
Cerca de 230 prisioneiros de guerra ucranianos e 248 russos foram libertados na maior troca de prisioneiros entre os dois países desde o início da invasão em fevereiro de 2022. A troca foi mediada pelos Emirados Árabes Unidos.
A Noruega anunciou que enviaria dois F-16 à Dinamarca para ajudar a treinar pilotos ucranianos.
O Serviço de Segurança da Ucrânia (SBU) relataram que hackers russos obtiveram controle remoto sobre câmeras de segurança em Kiev, que foram então usadas para verificar as posições das unidades de defesa aérea e fornecer avaliações de danos pós bombardeios.
Em 4 de janeiro, três pessoas foram mortas por bombardeios russos nos Oblasts de Donetsk e Kherson. Já o ministério da defesa russo afirmou que as forças ucranianas dispararam dez mísseis contra a Crimeia e dez sobre Belgorod, todos abatidos. Uma pessoa foi ferida em Sebastopol pela queda de destroços, enquanto três casas foram destruídas. A Ucrânia afirmou ter atingido dois alvos militares na Crimeia. Duas pessoas ficaram feridas em Belgorod, segundo o governador regional.
Um bombardeiro Su-34 russo foi incendiado na base aérea de Tcheliabinsk por um sabotador ucraniano, de acordo com o Diretoria Principal de Inteligência (HUR). A mídia russa informou que o incêndio foi supostamente causado por um garoto de 16 anos oriundo do Daguestão.
A Alemanha entregou um pacote de ajuda militar à Ucrânia que incluía um sistema de defesa antiaérea Skynex, dez veículos blindados Marder, munição para tanques Leopard, dois radares de vigilância TRML-4D, trinta sistemas de detecção de drones, mísseis antiaéreos IRIS-T, dez radares de vigilância terrestre GO12, munições de artilharia de 155 mm, munição para armas pequenas, dois tanques de remoção de minas, um tanque para colocação de pontes, caminhões, rifles de assalto, capacetes de combate e redes e ponchos de camuflagem de inverno.

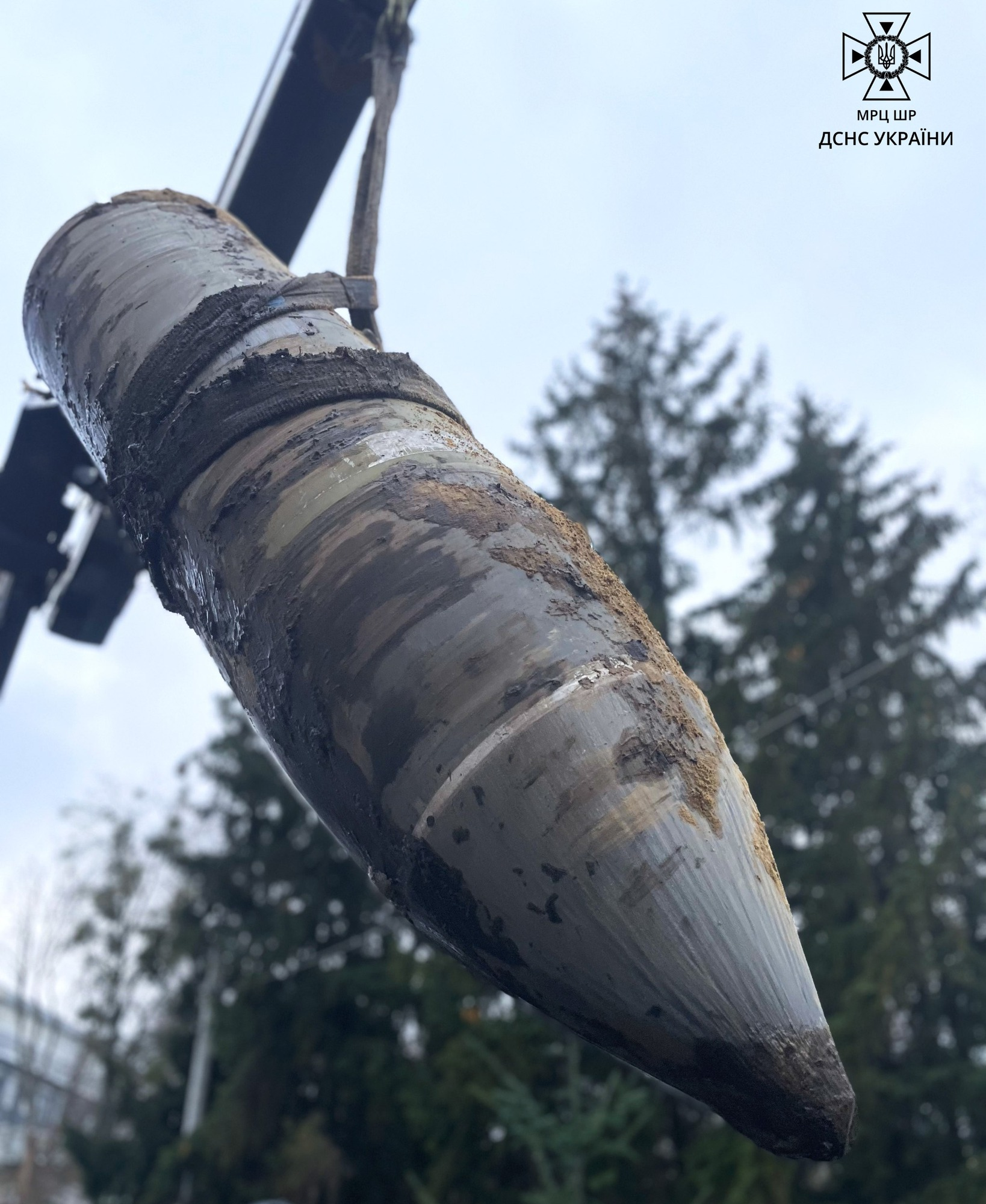
Descarte de um míssil russo (possivelmente um Kh-47M2 Kinzhal) em Kiev.

Em 5 de janeiro, o HUR ucraniano alegou que havia lançado um ataque transfronteiriço no distrito de Grayvoronsky, no Oblast de Belgorod, na Rússia, minando uma estrada e infligindo baixas a um pelotão russo.
Vladyslav Zalistovskyi, um piloto MiG-29 de 23 anos da 114ª Brigada de Aviação Tática da Força Aérea Ucraniana, conhecido pelo indicativo de chamada "Capacete Azul", foi morto durante uma missão de combate.
Um residente do Oblast de Donetsk foi condenado por um tribunal ucraniano a doze anos de prisão por espionar os movimentos militares ucranianos em Avdiivka para a Rússia.
Em 6 de janeiro, onze pessoas, incluindo cinco crianças, foram mortas, enquanto outras oito foram feridas em um ataque de mísseis russos contra as cidades de Pokrovsk e Myrnohrad, no Oblast de Donetsk. Duas pessoas foram mortas em ataques russos em Nikopol e em Pivnichne, no Oblast de Donetsk.
A Rússia afirmou ter abatido quatro mísseis ucranianos sobre a Crimeia. A Força Aérea Ucraniana afirmou ter realizado um ataque aéreo na base aérea russa de Saky.

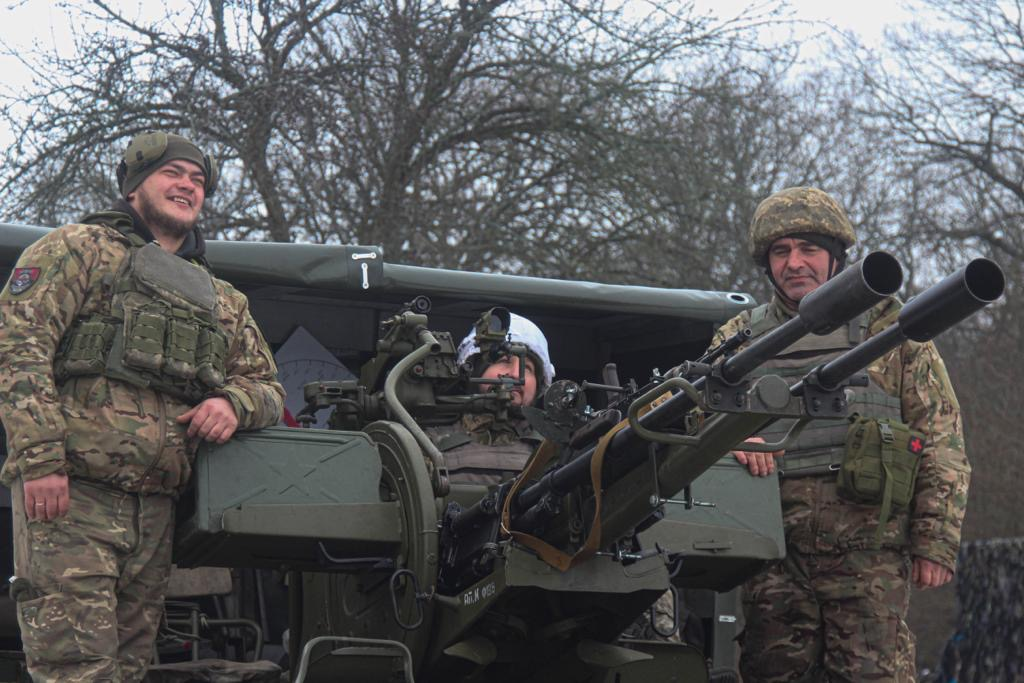
Equipe móvel de defesa antiaérea da Guarda Nacional da Ucrânia caçando drones e mísseis de cruzeiro russos.

A Dinamarca anunciou que a entrega de dezenove caças F-16 à Ucrânia seria adiada até o segundo trimestre de 2024 devido ao tempo necessário para treinar pilotos e operadores ucranianos.
A inteligência ucraniana afirmou ter destruído uma ponte ferroviária parcialmente construída, caminhões de combustível e outras máquinas de construção usando um ataque com mísseis em Hranitne, perto de Mariupol.
Em 7 de janeiro, duas pessoas foram mortas por bombardeios russos nos Oblasts de Kherson e Kharkiv. Neste mesmo dia, foi anunciado que o poeta ucraniano Maksym Kryvtsov foi morto em combate.
Durante uma visita a Kiev, o Ministro dos Negócios Estrangeiros japonês Yoko Kamikawa afirmou que seu país doaria cerca de US$ 37 milhões de dólares para um sistema de detecção de drones junto com outros equipamentos, como turbinas a gás e transformadores de eletricidade.
Em 8 de janeiro, a Rússia lançou um ataque maciço de mísseis e drones em toda a Ucrânia, matando pelo menos cinco pessoas e ferindo pelo menos 45 outras nos Oblasts de Zaporíjia, Khmelnytskyi, Dnipropetrovsk e Kharkiv.
Enquanto isso, uma aeronave da Força Aérea Russa lançou acidentalmente uma bomba FAB-250 sobre a cidade de Rubizhne, na região ocupada do Oblast de Luhansk. Nenhuma vítima ou dano foi relatado, pois a ogiva não detonou.
O Diretório de Inteligência ucraniano (HUR) afirmou ter levado cerca de 100 GB de dados confidenciais avaliados em US$ 1,5 bilhão do fabricante russo de drones Centro de Tecnologia Especial.
Em 9 de janeiro, na Rússia, um depósito de combustível e outra instalação de energia no Oblast de Oryol foram supostamente atacados por drones ucranianos, ferindo três pessoas. Uma mulher foi declarada morta num ataque separado na aldeia fronteiriça de Gornal, no sul do Oblast de Kursk.
A Rússia colocou o oligarca exilado e líder da oposição Mikhail Khodorkovsky na sua lista de procurados por declarações online feitas sobre pagamentos por mortes militares russas na invasão da Ucrânia.

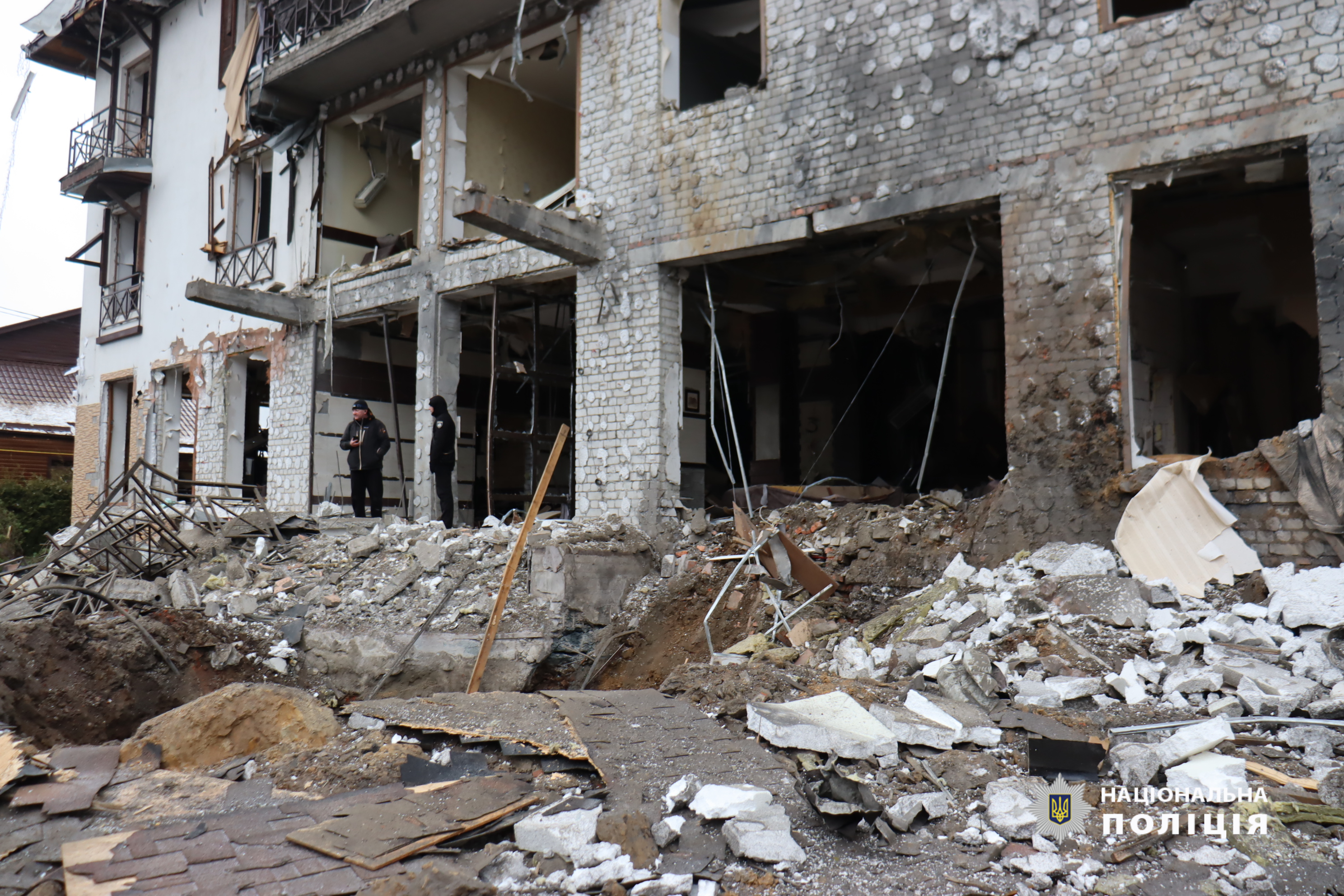
Hotel em Kharkiv após um bombardeio russo.

Em 10 de janeiro, foi relatado que uma pessoa foi morta em um ataque aéreo russo no Oblast de Kharkiv. Treze pessoas, incluindo vários jornalistas turcos, ficaram feridas num ataque com mísseis russos a um hotel na cidade de Kharkiv.
Em 11 de janeiro, a Turquia, a Romênia e a Bulgária assinaram um acordo que estabelece um Grupo de Trabalho de Contramedidas contra Minas para lidar com as minas navais russas que afetam o transporte marítimo no Mar Negro.
Um relatório do Escritório do Inspetor Geral do Departamento de Defesa dos Estados Unidos revelou que O Pentágono não conseguiu contabilizar rápida ou totalmente mais de um bilhão de dólares em ajuda armamentista à Ucrânia, com autoridades e diplomatas americanos não monitorando adequadamente 39 139 armas e dispositivos de alto valor destinados a alcançar unidades ucranianas da linha da frente. Nenhuma evidência de roubo ou desvio de armamento foi apresentada no relatório, uma vez que tal investigação estava além do escopo do exame do inspetor-geral.
O Coordenador do Conselho de Segurança Nacional para Comunicações Estratégicas, John Kirby, disse que, devido a disputas dentro do Congresso, os Estados Unidos ficaram sem financiamento para ajuda militar à Ucrânia.

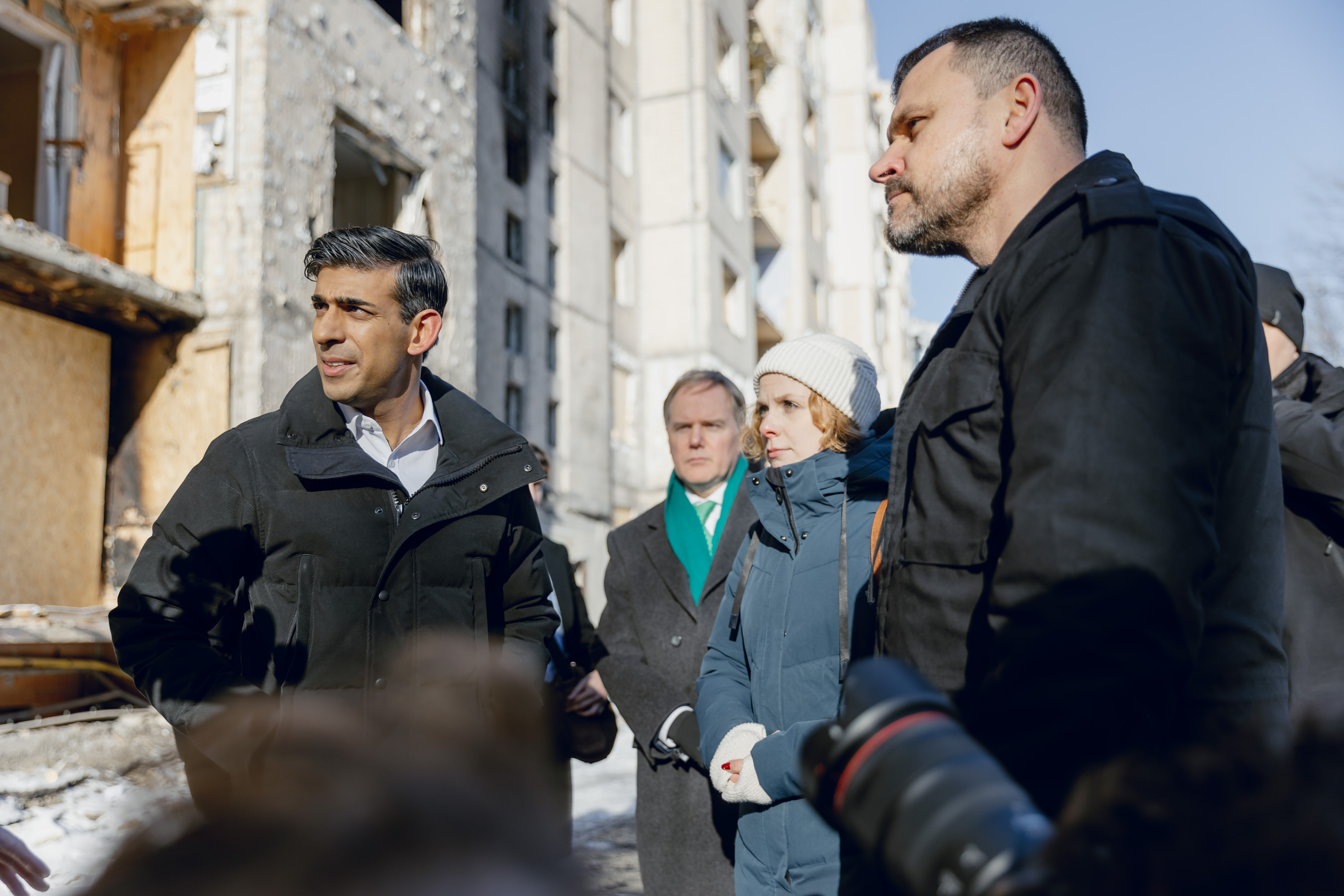
O primeiro-ministro britânico, Rishi Sunak, e o ministro do Interior ucraniano, Ihor Klymenko, inspecionam um edifício residencial em Kiev, danificado pelo ataque russo de 2 de janeiro.

A Verkhovna Rada (o parlamento ucraniano) recusou-se a debater uma legislação relativa a uma extensão da mobilização que teria reduzido a idade de recrutamento de 27 para 25 anos e aumentado as penas para os evasores do recrutamento obrigatório. A proposta foi rejeitada com base no fato de que partes dela "violarem diretamente os direitos humanos". O projeto foi devolvido ao presidente Zelensky para novas alterações.
Durante a visita do Presidente Zelensky à Letônia, o presidente letão Edgars Rinkēvičs anunciou um novo pacote de ajuda militar à Ucrânia que incluiria obusteiros, munição de artilharia de 155 mm, armas anti-tanque, foguetes, granadas, helicópteros, drones, equipamentos de comunicação e geradores.
Em 12 de janeiro, o primeiro-ministro britânico Rishi Sunak visitou Kiev e anunciou um pacote de ajuda militar de £2,5 bilhões de libras para a Ucrânia para ajuda-los a fabricar e comprar drones, munições, segurança marítima e ajuda humanitária.
Um tenente da brigada de tanques russo foi condenado à revelia por um tribunal ucraniano à prisão perpétua pela morte de dois civis na vila de Mriia durante a Batalha de Kiev em 2022.
Enquanto isso, a Rússia emitiu um mandado de prisão para o ex-vice-presidente da Gazprombank, Igor Volobuyev, por ser um "agente estrangeiro", tendo fugido para a Ucrânia após a invasão de 2022 e juntando-se ao grupo apoiado por Kiev, a Legião da Liberdade da Rússia.
Em 13 de janeiro, a Rússia lançou 37 mísseis e três drones em toda a Ucrânia, dos quais as defesas aéreas ucranianas interceptaram oito mísseis. Outros 20 mísseis foram derrubados por avarias ou "sistemas de guerra electrônica ucranianos".
O ministro de relações exteriores da França, Stéphane Séjourné, visitou Kiev, durante o qual incentivou as empresas de defesa francesas a investir na Ucrânia.
Em 14 de janeiro, os militares ucranianos alegaram ter abatido uma aeronave Beriev A-50 AWACS russa e danificaram também um Ilyushin Il-22 sobre o Mar de Azov. Segundo a Ucrânia, a Rússia tinha apenas três A-50 e seis A-50U modernizados em serviço, o que foi confirmado pela Inteligência de Defesa do Reino Unido juntamente com a queda da aeronave A-50.[carece de fontes?]
Em Melitopol, um veículo que transportava quatro soldados russos teria sido explodido por guerrilheiros. Enquanto isso, o governo sueco e a empresa norueguesa Nammo assinaram um acordo para aumentar a produção de munições de artilharia de 155 mm para a Ucrânia, ao mesmo tempo que aumentavam os stocks suecos.

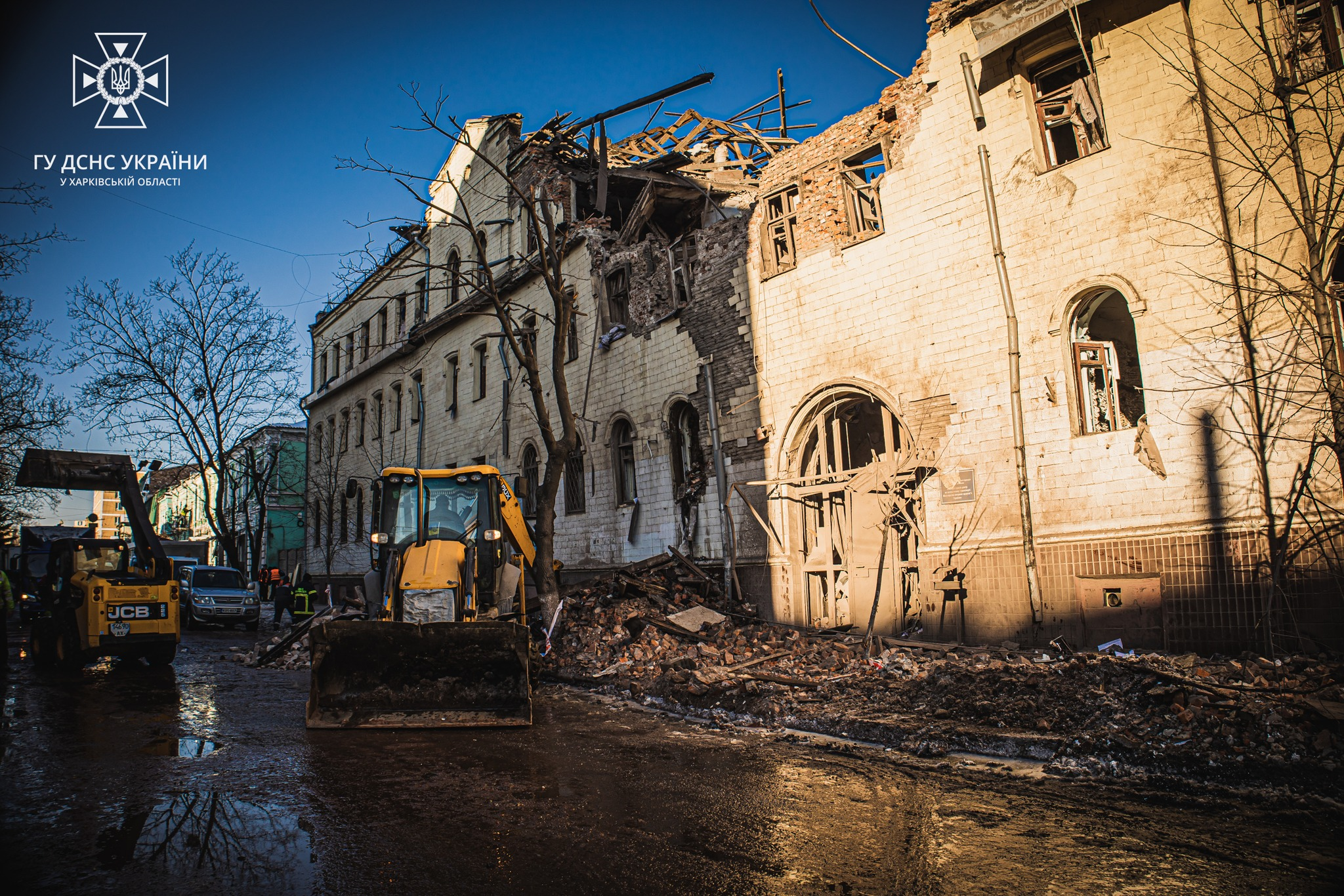
Edifício médico em Kharkiv, destruído pela greve de 16 de janeiro.

Em 16 de janeiro, a Rússia afirmou ter abatido cinco drones ucranianos sobre Voronezh, durante o qual duas crianças ficaram feridas. Explosões foram relatadas perto de uma base aérea russa.
As autoridades ucranianas ordenaram a evacuação de mais de duas dezenas de aldeias no Raion de Kupiansk, no Oblast de Kharkiv, devido ao "agravamento" dos ataques russos e a uma possível ofensiva contra esta região. A Verkhovna Rada (o parlamento ucraniano) aprovou uma lei que cria um registo eletrônico de potenciais recrutas para fins de mobilização.
O presidente francês Emmanuel Macron anunciou que o seu governo entregaria cerca de 40 mísseis SCALP e "várias centenas de bombas" nas próximas semanas e assinar um acordo bilateral de segurança com a Ucrânia.
Enquanto isso, dezessete pessoas ficaram feridas (duas gravemente), depois que dois mísseis S-300 russos atingiram edifícios residenciais em Kharkiv; dez edifícios residenciais também foram danificados, de acordo com o governador regional Oleh Syniehubov.